# پیوسیانین
پیوسیانین (به انگلیسی: Pyocyanine) یک ترکیب شیمیایی با شناسه پاب‌کم ۶۸۱۷ است. شکل ظاهری این ترکیب، جامد است.